# Laugardalsvöllur
Il Laugardalsvöllur è uno stadio situato nella città di Reykjavík, capitale dell'Islanda.
Inaugurato nel 1952, è la maggiore arena scoperta dello stato e ha caratteristiche polisportive: viene principalmente usato per la pratica calcistica (ospitando le gare interne della nazionale di calcio islandese e del Fram Reykjavík) ed è dotato di pista d'atletica. Trae il suo nome dalla località dove sorge, Laugardalur.
Originariamente l'impianto era privo di tribune: la prima, sul lato occidentale e capace di circa 4000 posti, fu costruita e inaugurata nel 1958, un anno dopo la disputa della prima partita ufficiale. Un primo ampliamento, attuato tra il 1965 e il 1970, permise di espandere la capienza.
Nel 1992 venne aggiunto l'impianto di illuminazione e nel 1997 venne edificata una seconda tribuna sul lato occidentale, portando la capienza a circa 8000 posti totali. Tra il 2005 e il 2007 la tribuna "storica" fu ulteriormente ampliata, elevando la capacità delle gradinate a circa 10.000 unità, con possibilità di espansione con altri 5.000 posti mediante gradinate posticce in materiale metallico; tale soluzione è stata però successivamente abbandonata in quanto non conforme alle prescrizioni di FIFA e UEFA per la disputa di gare internazionali. Sono invece sprovvisti di gradinate i lati corti del terreno di gioco.
Il maggior afflusso di spettatori per un evento sportivo si registrò nel 2004, quando 20 204 persone seguirono l'amichevole di calcio tra la nazionale islandese e quella italiana, vinta a sorpresa dai padroni di casa per 2-0. In termini assoluti il primato di presenze allo stadio spetta però ai concerti: a titolo d'esempio l'esibizione dei Guns N' Roses del 24 luglio 2018 richiamò al Laugardalsvöllur circa 25.000 spettatori.
Lo stadio è ricompreso in un vasto complesso polisportivo multifunzionale, dotato di impianti quali piscine, palestre, campi da calcetto e tennis, sia indoor che outdoor.

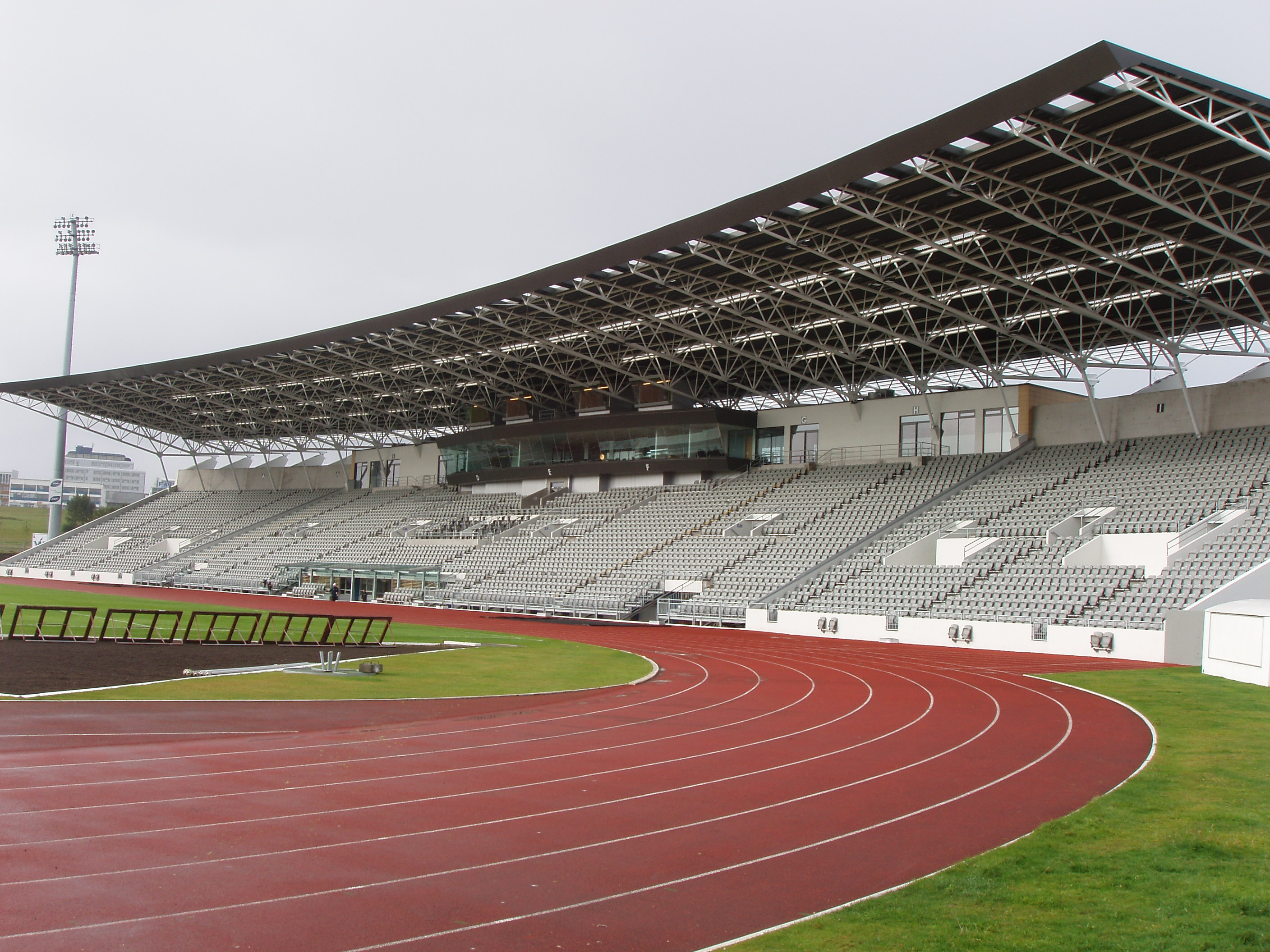
La tribuna centrale dopo i lavori del 2005-2007
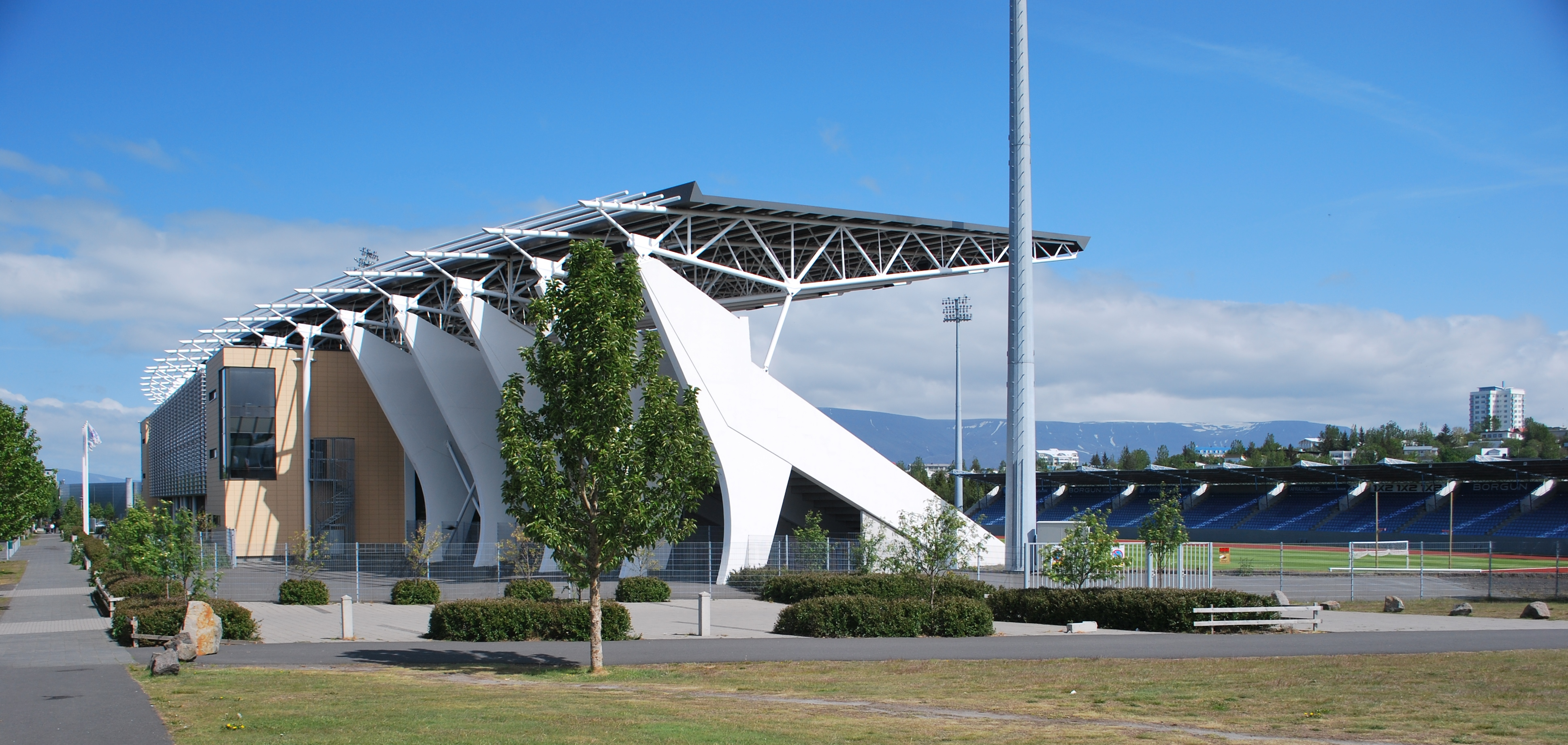
Lo stadio visto in prospettiva sud-ovest dalla strada Reykjavegur